# Pixel 7a
Pixel 7a — смартфон середнього рівня, розроблений Google як частина лінійки продуктів Google Pixel. Позиціонується як спрощена версія Pixel 7 і Pixel 7 Pro. Був представлений 10 травня 2023 року на Google I/O разом із Pixel Fold та Pixel Tablet.

## Дизайн

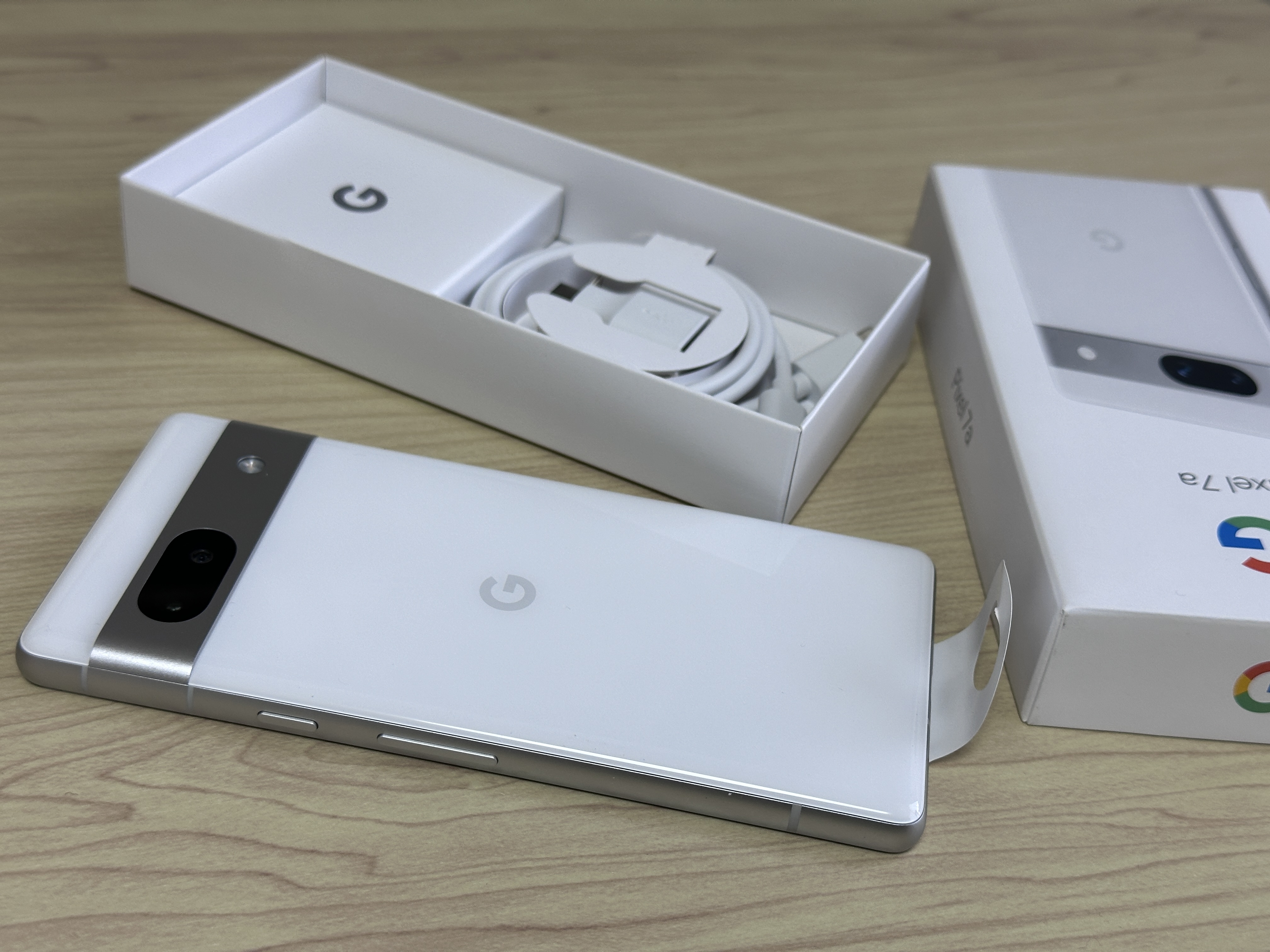
Pixel 7a в кольорі Snow

Екран захищений склом Corning Gorilla Glass 3. Задня панель виготовлена з глянцевого пластику, а рамка — з алюмінію. Також присутній захист від вологи та пилу по стандарту IP67.
За дизайном Pixel 7a подібний до Pixel 7 та Pixel 7 Pro.
Знизу знаходяться роз'єм USB-C, динамік та стилізований під динамік мікрофон, а зверху — антена mmWave в американській моделі та додатковий мікрофон. Зліва розташований слот під 1 SIM-картку. З правого боку розміщені кнопки регулювання гучності та кнопка блокування.
Смартфон продавався в наступних кольорах:
| Колір | Назва                          |
| ----- | ------------------------------ |
|       | Sea                            |
|       | Charcoal                       |
|       | Snow                           |
|       | Coral (ексклюзив Google Store) |

## Технічні характеристики

### Апаратне забезпечення
Pixel 7a, як і флагманські моделі, отримав процесор Google Tensor G2 з графічним процесором Mali-G710 MP7. Пристрій поставлявся з 8 ГБ оперативної пам'яті типу LPDDR5 і 128 ГБ постійної пам'яті типу UFS 3.1.
Акумуляторна батарея отримала об'єм 4385 мА·год, підтримку швидкої зарядки Power Delivery 3.0 на 18 Вт і бездротової зарядки, що при заряджанні на Pixel Stand заряджає з потужністю 7,5 Вт, а на інших зарядних станціях зі стандартом Qi — до 5 Вт.
Пристрій має 6,1-дюймовий екран типу OLED з роздільною здатністю Full HD+ (2400 × 1080), щільністю пікселів 429 ppi, співвідношенням сторін 20:9, частотою оновлення 90 Гц, підтримкою технології HDR та круглим вирізом під фронтальну камеру, що розміщений зверху в центрі. Також під екран вбудовано оптичний сканер відбитків пальців.
Pixel 7a також отримав стереодинаміки, де роль другого динаміка виконує розмовний динамік.
Смартфон отримав основну подвійну камеру, що складається із ширококутного об'єктива на 64 Мп з діафрагмою f/1.9, фазовим автофокусом dual pixel та оптичною стабілізацією зображення і надширококутного об'єктива на 13 Мп з діафрагмою f/2.2 і кутом огляду 120°. Також Pixel 7a отримав надширококутну фронтальну камеру на 13 Мп з діафрагмою f/2.2. Ширококутний об'єктив вміє записувати відео до 4K@60fps, а надширококутний та передній — до 4K@30fps.

### Програмне забезпечення
Pixel 7a був випущений з Android 13 і пізніше був оновлений до Android 16. Pixel 7a буде отримувати оновлення операційної системи і системи безпеки впродовж 5 років після появи пристрою в Google Store у США.
В березні 2024 року Pixel 7a, як і Pixel 6, Pixel 6 Pro та Pixel 6a, отримав функцію «Обвести й знайти» (англ. Circle to Search), яка дозволяє шукати обведений на екрані користувачем об'єкт.